# Lễ cúng bến nước
Lễ cúng Bến nước hay Tết Giọt nước, Tết bến nước là 1 trong những nghi lễ quan trọng của dân tộc Êđê, Tây Nguyên.

## Đặc điểm
Lễ cúng được tổ chức hàng năm, với mục đích cúng tạ thần nước đã đem lại những may mắn trong năm cũ và cầu mưa thuận gió hòa, mùa màng thuận lợi cho năm sau.

## Thời gian tổ chức
Thường được tiến hành vào sau khi thu hoạch vụ mùa Lễ mừng lúa mới.

## Địa điểm tổ chức
Tổ chức cúng ở bến nước của buôn làng.

## Chi tiết
Già làng hoặc thầy cúng sẽ là người chủ trì lễ cúng với mâm đồ cúng là thịt lợn, gà và quan trọng nhất là một chậu tiết loãng. Bến nước hôm đó được trang hoàng với cổng chào bằng lá cây, cỏ lá dài, có treo đồ vật trang trí, có dựng cả trụ trang trí dạng như cây nêu của người Kinh. Sau khi làm thủ tục cúng xong ở bến nước, người ta sẽ lấy nước vào các vật đựng nước thường là các quả bầu khô, bỏ vào gùi và cõng về nhà lấy khước. Trong khi đó một đoàn người sẽ theo người chủ lễ đi đến cầu thang từng nhà, hát cầu cúng và rưới tiết vào chân cầu thang để cầu may cho nhà chủ...
Sau đó cả buôn làng tập trung về nhà cộng đồng để ăn tiệc, uống rượu cần và nhảy múa trong không khí của lễ hội với âm vang cồng chiêng rộn rã.

## Một số hình ảnh lễ cúng bến nước

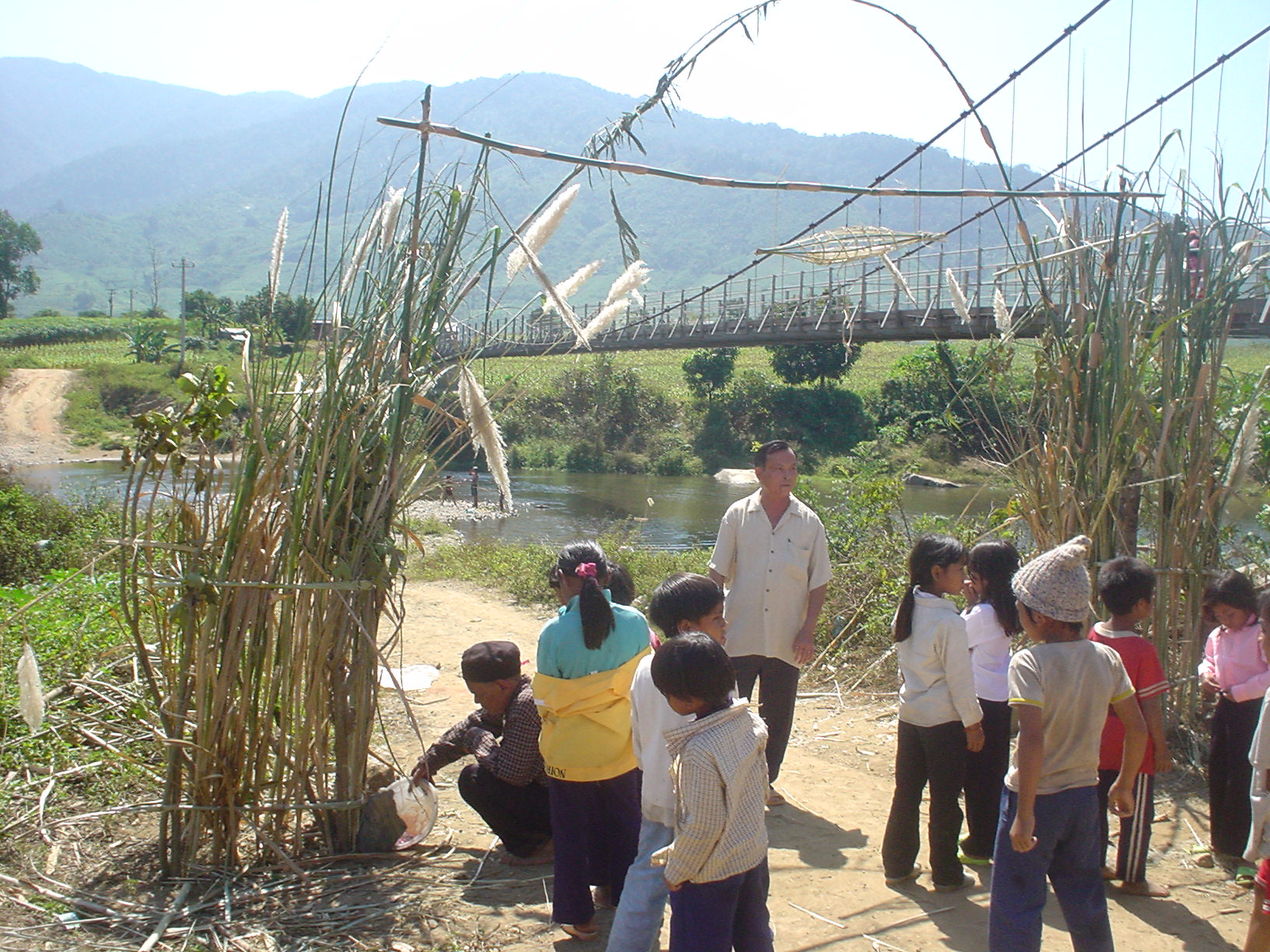
Khấn lễ cúng bến nước.
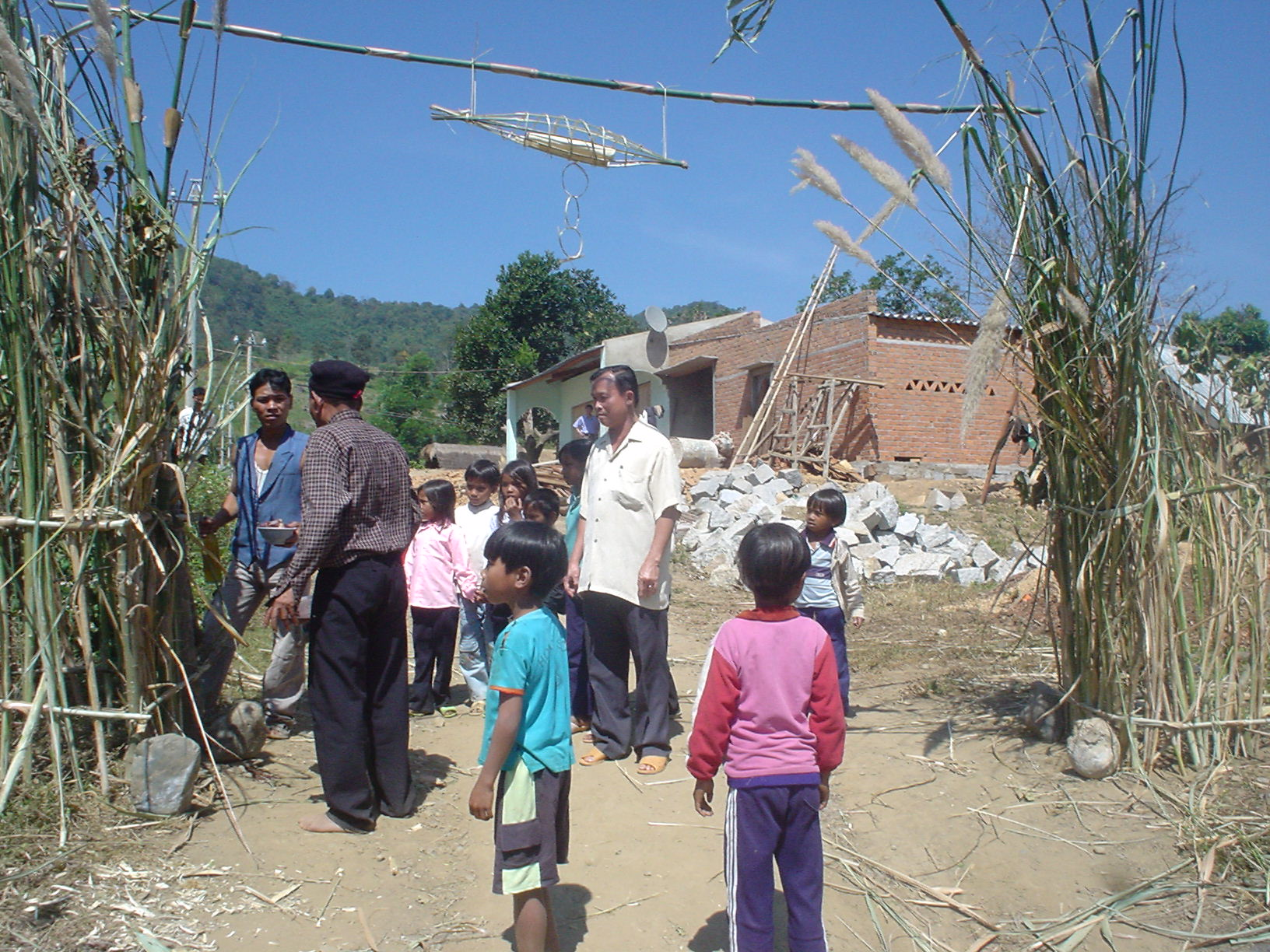
Lễ cúng bến nước.
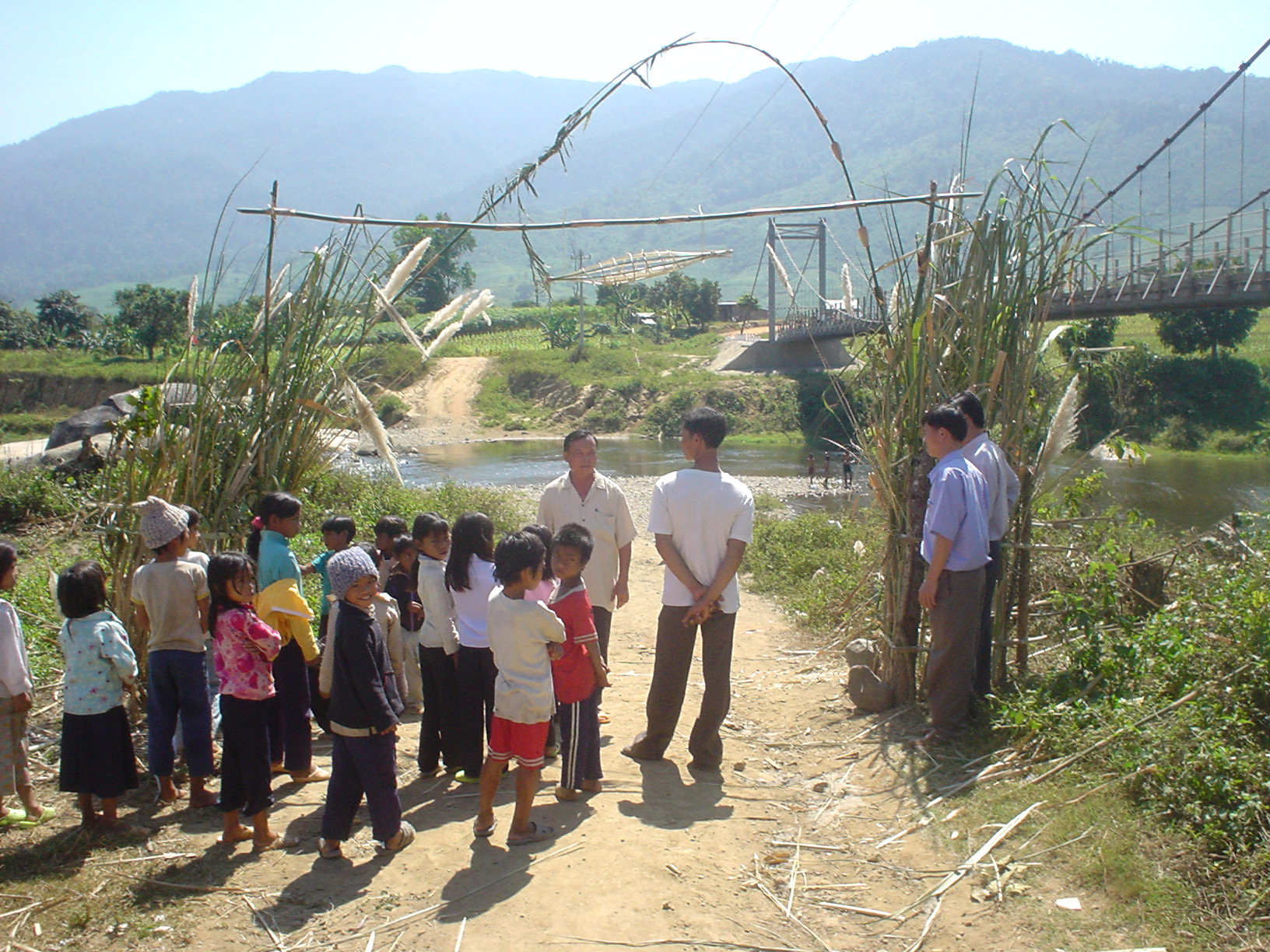
Lễ cúng bến nước.
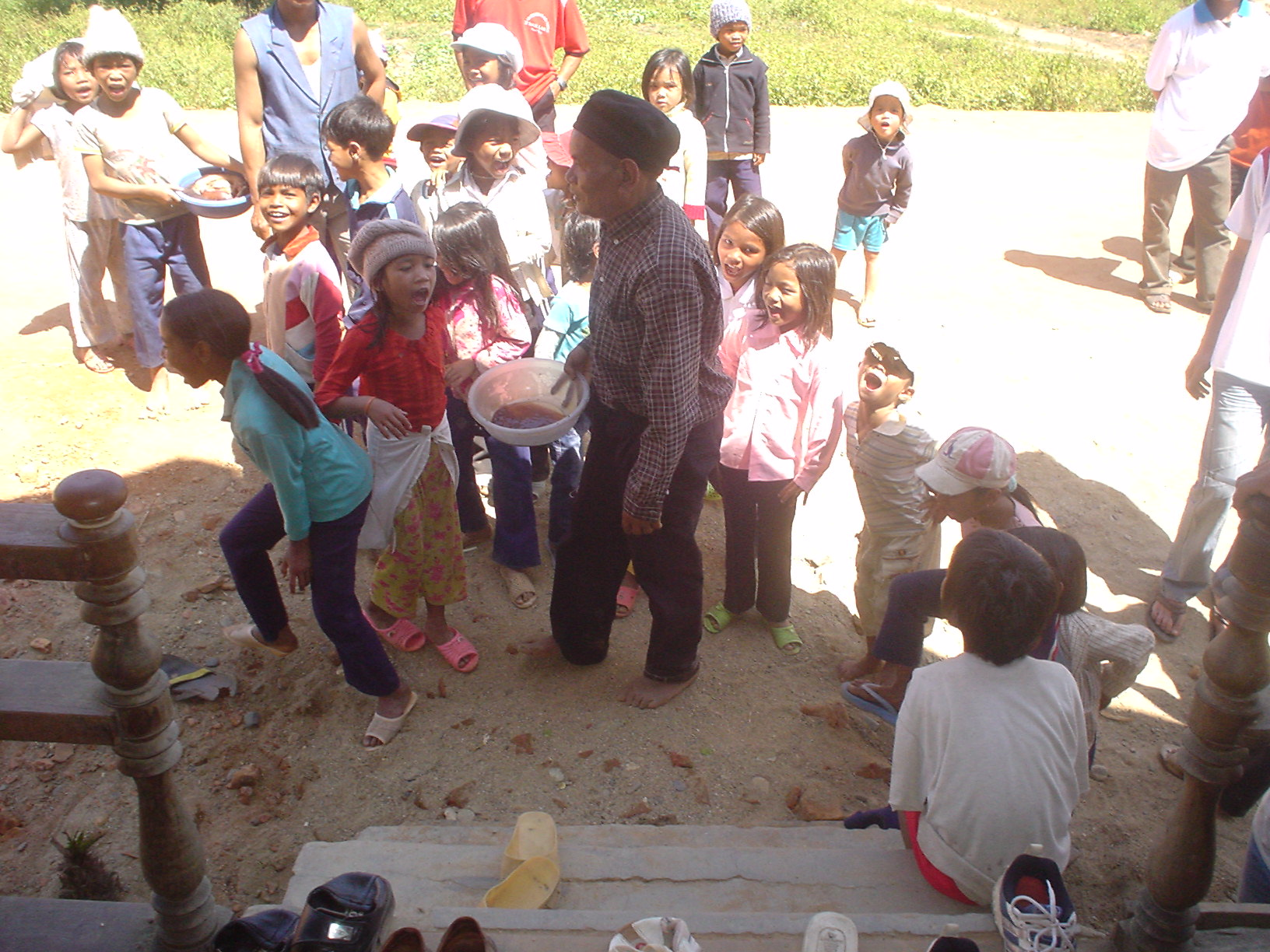
Đem tiết rưới vào cầu thang từng nhà.